# 拿破仑花园

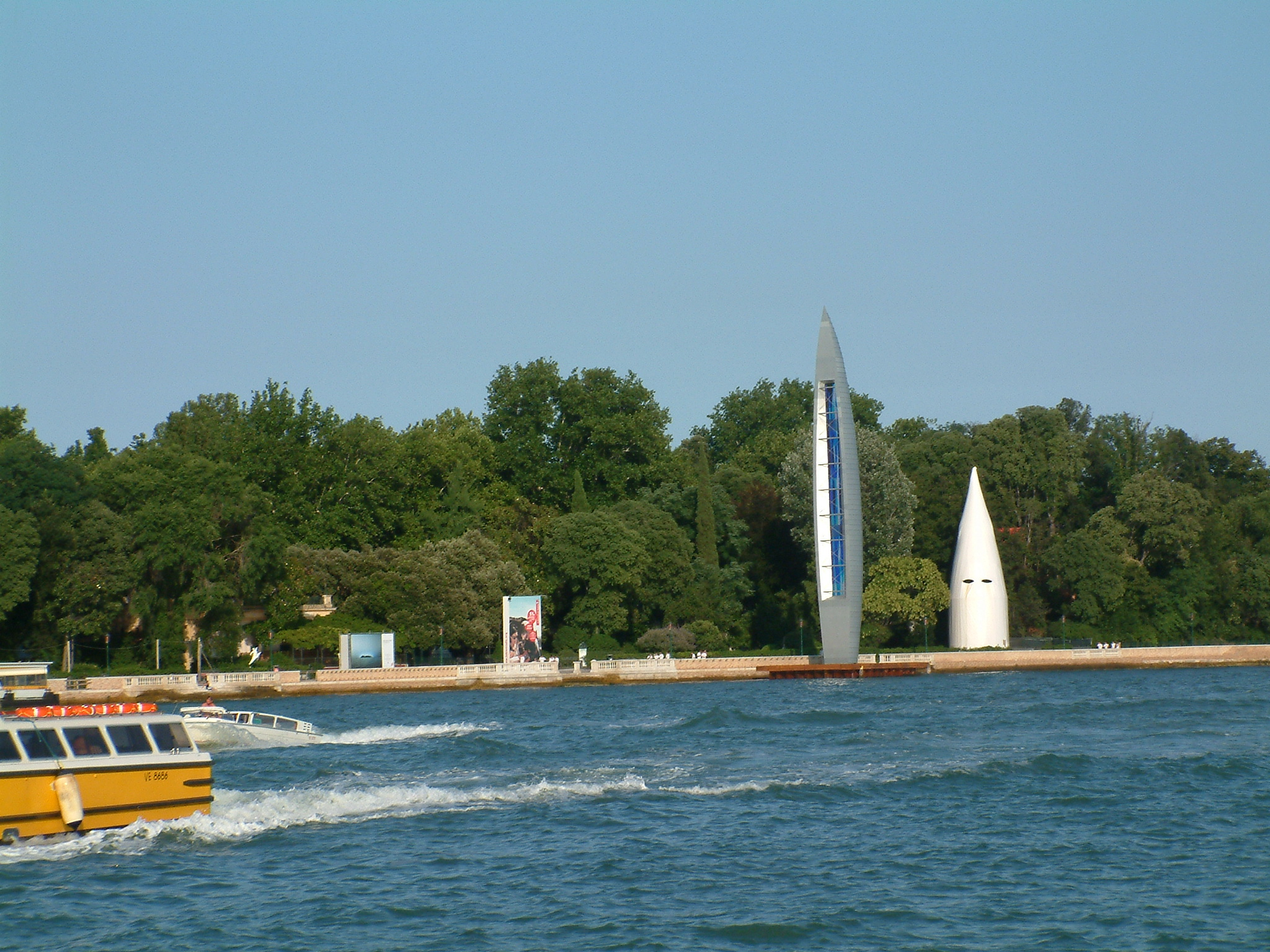

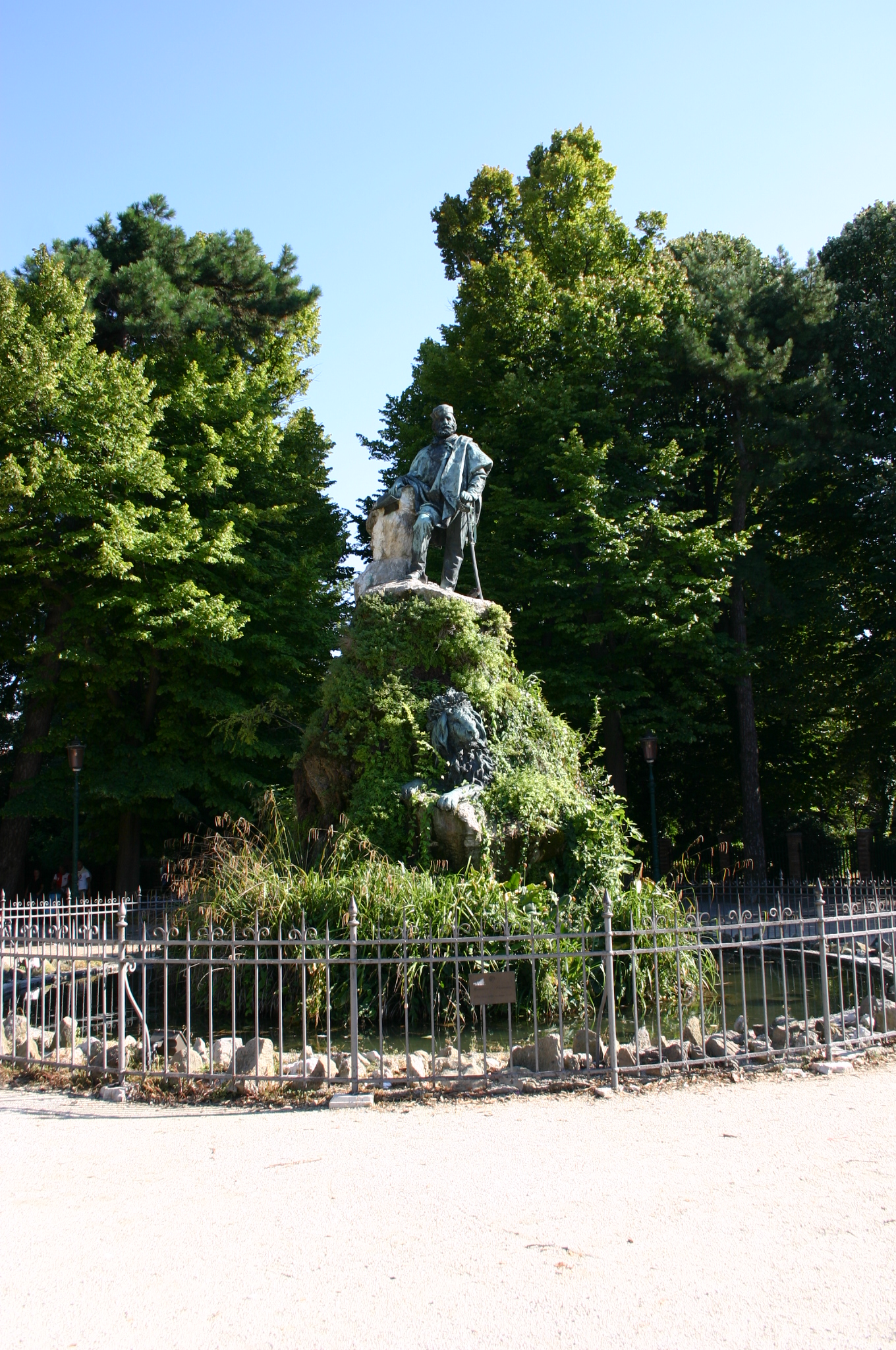

拿破仑花园（意大利语：Giardini Napoleonici）是意大利威尼斯的一个公园，也是举办威尼斯双年展艺术节的主展区。花园位于主岛东部的城堡区，系拿破仑于19世纪初排干沼泽后开辟。
拿破仑花园有30个永久场馆，用作在威尼斯双年展期间的国家馆，展出不同国家的艺术品。其中有些展馆是由20世纪的顶级建筑师，例如卡洛·斯卡帕和阿尔瓦尔·阿尔托所设计。 
拿破仑花园的入口是朱塞佩·加里波底雕像。